# Bisilvestria marrassinii
Bisilvestria marrassinii là một loài chân đều trong họ Scleropactidae. Loài này được Arcangeli miêu tả khoa học năm 1929.